# Genista aetnensis
Genista aetnensis là một loài thực vật có hoa trong họ Đậu. Loài này được (Biv.) DC. miêu tả khoa học đầu tiên.

## Hình ảnh

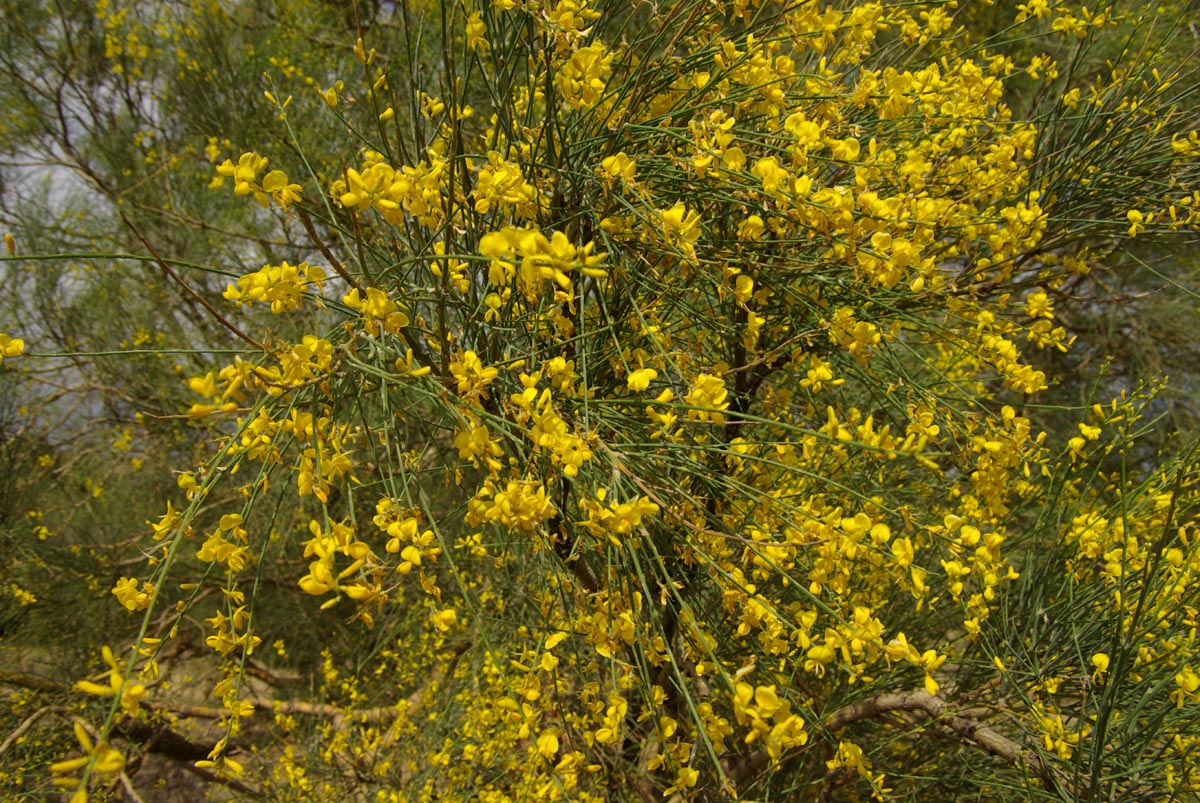
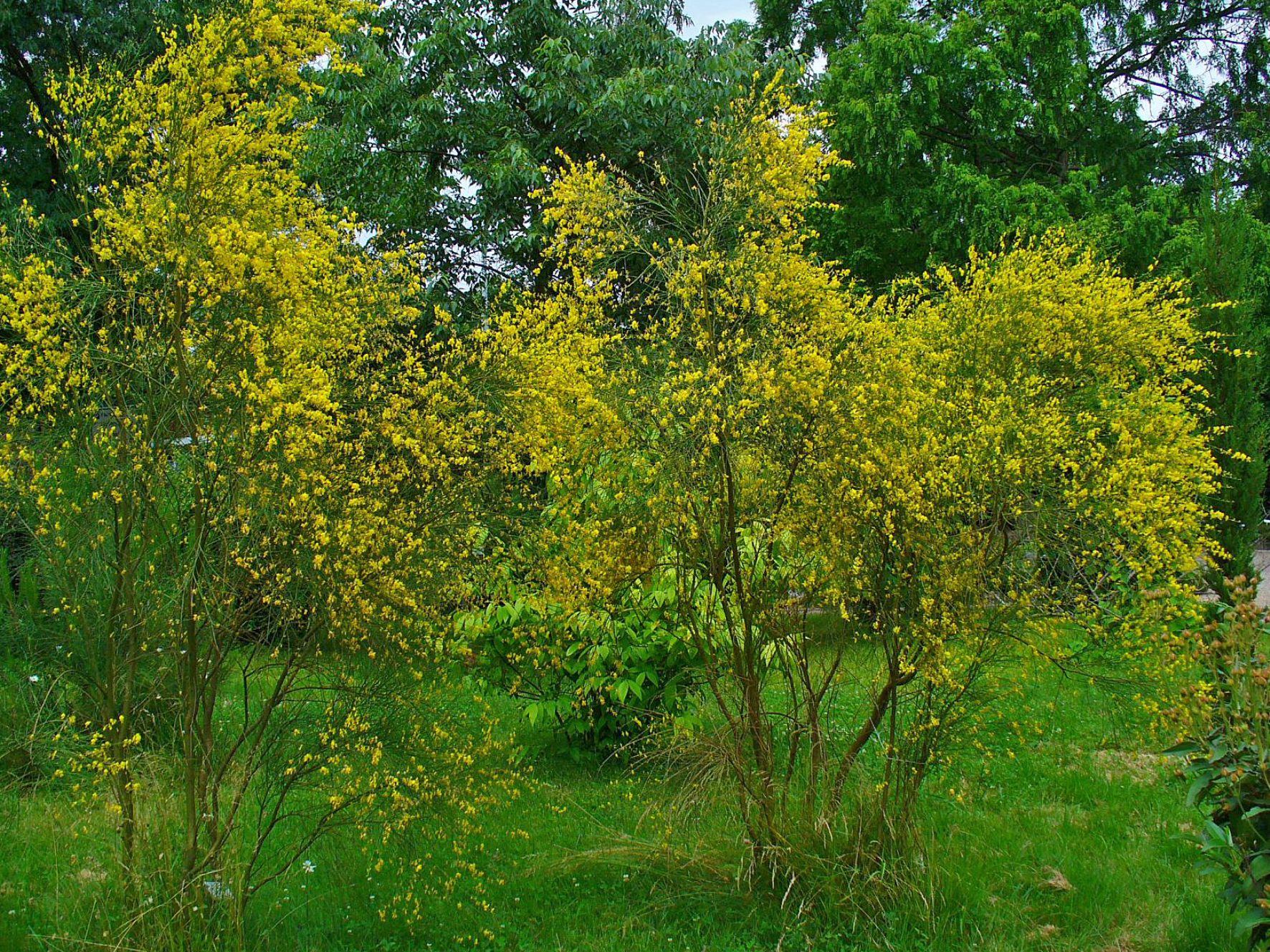
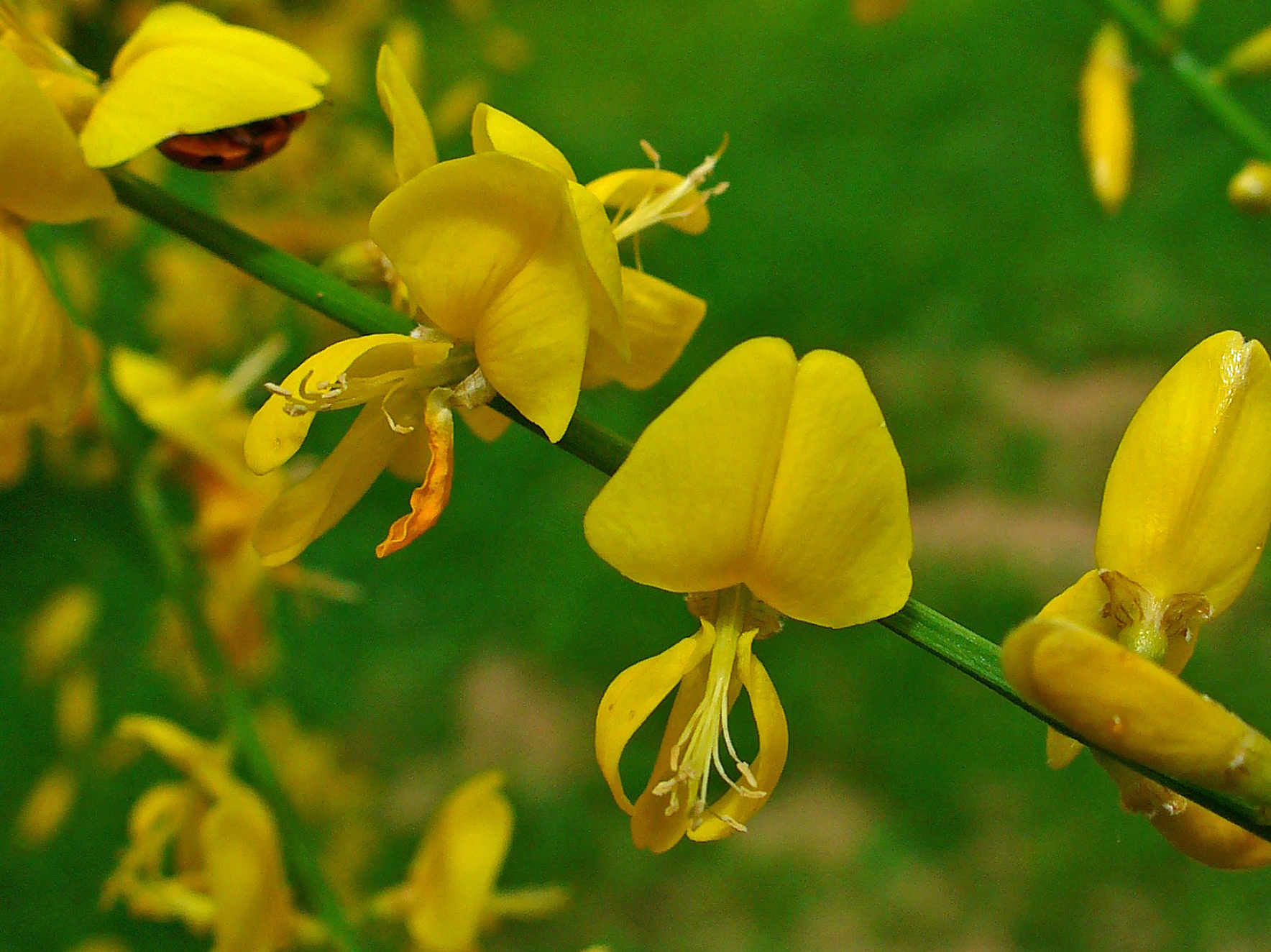
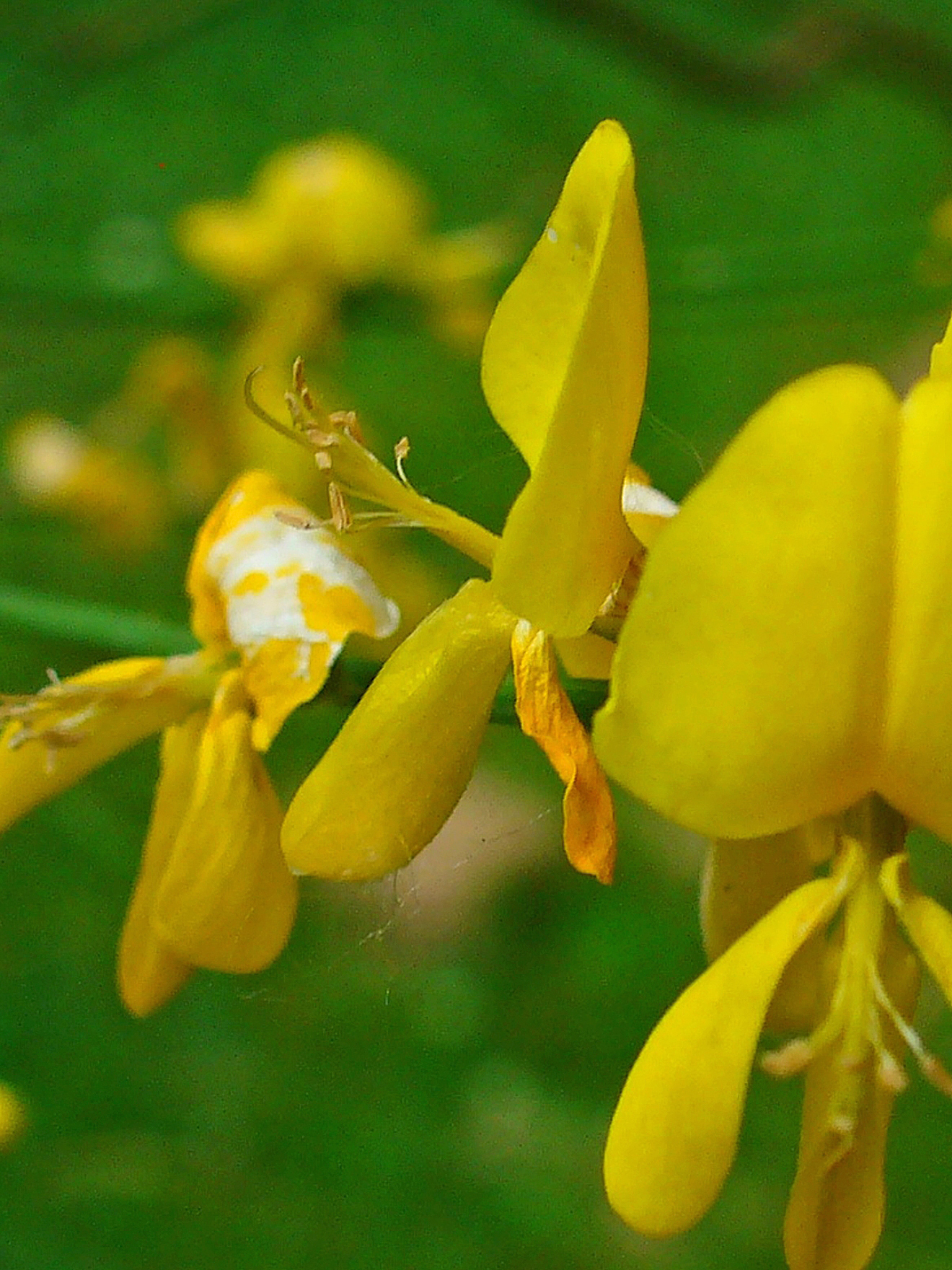